# Нью-Маркет (Індіана)
Нью-Маркет (англ. New Market) — місто (англ. town) в США, в окрузі Монтгомері штату Індіана. Населення — 559 осіб (2020).

## Географія
Нью-Маркет розташований за координатами 39°57′9″ пн. ш. 86°55′18″ зх. д. / 39.95250° пн. ш. 86.92167° зх. д. (39.952623, -86.921587).  За даними Бюро перепису населення США в 2010 році місто мало площу 0,71 км², уся площа — суходіл.

## Демографія
Згідно з переписом 2010 року, у місті мешкало 636 осіб у 238 домогосподарствах у складі 179 родин. Густота населення становила 894 особи/км².  Було 257 помешкань (361/км²).
Расовий склад населення:
| - 99,1 % — білих - 0,2 % — азіатів |

До двох чи більше рас належало 0,2 %. Частка іспаномовних становила 0,9 % від усіх жителів.
За віковим діапазоном населення розподілялося таким чином: 29,1 % — особи молодші 18 років, 56,3 % — особи у віці 18—64 років, 14,6 % — особи у віці 65 років та старші. Медіана віку мешканця становила 36,5 року. На 100 осіб жіночої статі у місті припадало 95,1 чоловіків;  на 100 жінок у віці від 18 років та старших — 92,7 чоловіків також старших 18 років.
Середній дохід на одне домашнє господарство  становив 63 889 доларів США (медіана — 56 250), а середній дохід на одну сім'ю — 68 418 доларів (медіана — 59 250). За межею бідності перебувало 7,5 % осіб, у тому числі 19,1 % дітей у віці до 18 років та 0,0 % осіб у віці 65 років та старших.
Цивільне працевлаштоване населення становило 251 осіб. Основні галузі зайнятості: виробництво — 27,5 %, освіта, охорона здоров'я та соціальна допомога — 19,5 %, роздрібна торгівля — 13,1 %, будівництво — 10,0 %.